# Kirsty Yallop
Kirsty Yallop (Auckland, 4 novembre 1986) è un'ex calciatrice neozelandese, di ruolo centrocampista. Dal 2004 al 2017 ha giocato 104 partite la maglia della nazionale neozelandese, vincendo due Coppe delle nazioni oceaniane, partecipando a due edizioni del campionato mondiale e a tre edizioni dei Giochi olimpici.

## Biografia
Nel dicembre 2017, si è fidanzata con la compagna di squadra al Klepp Tameka Butt, con la quale si è sposata a Mangawhai, in Nuova Zelanda, il 9 febbraio 2019.
Conclusa la carriera agonistica, è stata commentatrice per Sky Sports ed è stata nominata dalla FIFA nel Technical Study Group (TSG) in occasione del campionato mondiale 2023. In questo ruolo ha partecipato alla selezione delle giocatrici per i premi assegnati dalla FIFA. È stata anche nella commissione che ha assegnato il FIFA Puskás Award 2021.

## Carriera

### Club

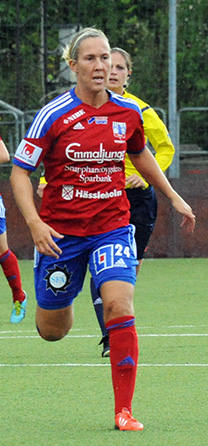
Kirsty Yallop con la maglia del Vittsjö nel 2014.

Kirsty Yallop iniziò la propria carriera, giocando nel Lynn-Avon United, società neozelandese con sede ad Auckland. Nel 2009 ha fatto parte della rosa del Pali Blues, che vinse prima la stagione regolare e poi la fase play-off della USL W-League, il principale campionato semiprofessionistico statunitense dell'epoca, vincendo il titolo per il secondo anno di fila. Nel 2010 si trasferì in Europa, firmando un contratto con la squadra svedese del Kristianstads DFF, militante in Damallsvenskan, la massima serie svedese. Nella stagione successiva, Yallop andò a giocare al Vittsjö GIK, militante nella seconda serie del campionato svedese. Rimase a giocare al Vittsjö GIK per cinque anni consecutivi, dei quali il primo in seconda serie e i restanti in Damallsvenskan. A fine 2014, dopo essere rimasta ferma nel periodo autunnale a causa di un infortunio, rinnovò il contratto con la squadra svedese per un'altra stagione.
Alla conclusione della Damallsvenskan 2015, Yallop firmò un contratto per una stagione col Brisbane Roar, partecipante alla W-League, la massima serie del campionato australiano. La squadra concluse la stagione regolare al quarto posto, ottenendo l'accesso ai play-off per il titolo; venne eliminata in semifinale dal Melbourne City dopo i tiri di rigore, con Yallop indisponibile per la partita. Per la stagione 2016 tornò in Svezia per giocare al Mallbackens IF, sempre in Damallsvenskan, assieme alla compagna di squadra al Brisbane Roar Tameka Butt. Terminata la stagione con la retrocessione del Mallbackens IF in seconda serie, Yallop tornò nel campionato australiano per la stagione 2016-17, entrando nella rosa del Melbourne Victory in sostituzione dell'infortunata Bianca Henninger.
A inizio 2017, concluso il campionato australiano, si trasferì in Norvegia per giocare col Klepp, militante in Toppserien, la massima serie norvegese. Rimase al Klepp per due stagioni consecutive, giocando tutte le partite di campionato e contribuendo al secondo posto della squadra nella stagione 2018. Conclusa la stagione 2018, si è ritirata dal calcio giocato, rimanendo al Klepp come collaboratrice per le giovanili.

### Nazionale
Yallop prese parte con la nazionale neozelandese under 20 al campionato mondiale 2006 di categoria, vestendo la fascia di capitano della squadra. Nel 2004 aveva fatto il suo debutto con la nazionale maggiore della Nuova Zelanda. Ha fatto parte della squadra che partecipò alla coppa delle nazioni oceaniane nelle edizioni 2007 e 2010, entrambe concluse con la vittoria del torneo. Nell'edizione 2007 realizzò due reti nella vittoria decisiva su Papua Nuova Guinea, che valse la vittoria della coppa e la qualificazione al campionato mondiale.
Yallop ha partecipato a tre edizioni del torneo femminile di calcio ai Giochi olimpici. Nel 2008 venne inserita dal selezionatore John Herdman nella squadra che partecipò ai Giochi di Pechino, giocando tutte e tre le partite della fase a gironi. Realizzò la rete del temporaneo vantaggio nella prima partita contro il Giappone, poi conclusa sul 2-2, nonché la prima rete realizzata dalla squadra neozelandese in un torneo olimpico. Nel 2012 venne convocata dal selezionatore Tony Readings per i Giochi di Londra, giocando le partite della fase a gironi e il quarto di finale perso contro gli Stati Uniti. Nel 2016 Readings convocò Yallop anche in occasione del torneo femminile di calcio ai Giochi di Rio de Janeiro.
In carriera ha giocato anche due edizioni del campionato mondiale. Convocata nel 2011 da Herdman, giocò solamente la terza partita contro il Messico, ininfluente per il passaggio del turno, essendo state entrambe le squadre già eliminate: Yallop entrò in campo nel corso del secondo tempo e fornì l'assist per la prima delle due reti con le quali la Nuova Zelanda pareggiò la partita nei minuti di recupero del secondo tempo. Nel 2015 venne inserita da Reading nella squadra che partecipò al campionato mondiale in Canada. Anche in questa occasione giocò una sola partita, la terza partita contro la Cina, che sancì l'eliminazione della squadra al termine della fase a gironi.
Complessivamente, ha giocato per la nazionale neozelandese 104 partite e realizzato 12 reti. Giocò la sua centesima partita con le Football Ferns il 28 luglio 2016 nell'amichevole vinta 4-1 contro il Sudafrica.

## Palmarès

### Club
- United Soccer Leagues W-League: 1

Pali Blues: 2009

### Nazionale
- Coppa delle nazioni oceaniane femminile: 2

2007, 2010